# ツァーリ・ボンバ

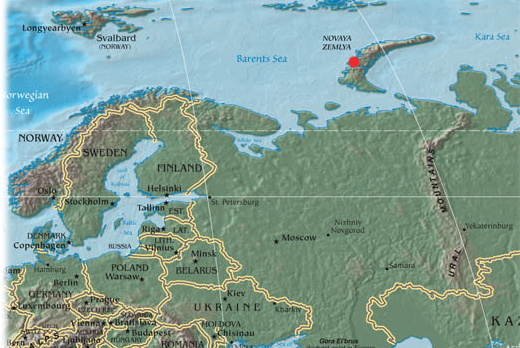
実験が行われたノヴァヤゼムリャの位置

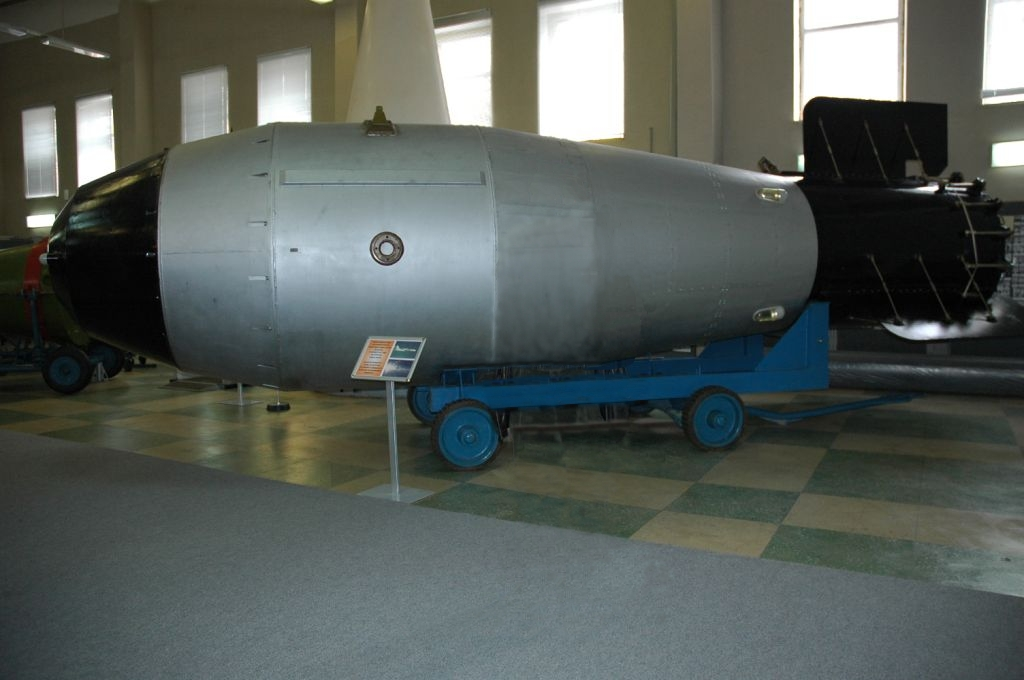
ツァーリ・ボンバの原寸大模型。核開発都市サロフ（旧アルザマス16）の原爆博物館で

座標: 北緯73度32分40秒 東経54度42分21秒 / 北緯73.54444度 東経54.70583度
ツァーリ・ボンバ（露: Царь-бомба、英: Tsar Bomba、「爆弾の皇帝」または「爆弾の帝王」の意）は、冷戦下のソビエト連邦が開発した爆発規模が最大の水素爆弾である。
単一兵器としての威力は人類史上最大であり、1961年10月30日にノヴァヤゼムリャで、唯一の大気圏内核実験が行われて消費され、現存していない。TNT換算で約100メガトン（第二次世界大戦中に全世界で使われた総爆薬量の50倍）の威力を誇り、実験では50メガトンに制限されたものの、それでもなお広島原爆「リトルボーイ」の約3,300倍もの威力を有し、その核爆発は2,000キロメートル離れた場所からも確認され、衝撃波は地球を3周したとされる。

## 名称
正式名称はAN602であり、開発時のコードネームはイワン（Иван）であった。他国の文献で「正式名称」として使用される「RDS-220」「RN220」はキリル文字での正式名称「РДС-220」「РН220」をラテン文字に翻字したものである。RDS-202またはRN202と誤認している文献もある。
「ツァーリ・ボンバ」は非公式名称で、西側諸国がクレムリンに展示されている世界最大の鐘ツァーリ・コロコル、榴弾砲史上最大の口径であるツァーリ・プーシュカになぞらえてつけたものであるが、現在はロシアでも広く用いられている。この他に、「クズカの母」という非公式名称もある。

## 実験指示とその背景
1950年代中盤から1960年代初頭において、アメリカ合衆国はヨーロッパのトルコとイタリアに核兵器を配備しており、ソ連も水素爆弾（RDS-37）は既に完成させていたが、米国本土を直接核攻撃できる手段を持ち合わせておらず、圧倒的に不利な状況に置かれていた。
当時の指導者であったゲオルギー・マレンコフ首相とニキータ・フルシチョフ第一書記も、ソ連が核の分野においてアメリカに対して非常に不利な立場に立っていることを理解しており、恫喝的な外交政策とプロパガンダを用いてアメリカからの核の脅威に対抗しようと考えた。
フルシチョフは1961年7月10日、第22回ソビエト連邦共産党大会開催中の10月下旬にこの爆発実験を行うよう指示を出した。その時点で実施日まで15週しかなかったが、実験に用いるAN602はすでに完成していた。
マレンコフとフルシチョフの外交政策により、当時の世界情勢は極めて緊迫した状態にあった。1961年8月のベルリンの壁建設開始、数か月前に発表されたソ連による核実験のモラトリアム中止、後のキューバ危機に結びつくキューバへの核配備計画実施などのためである。そのような状況下での実験は世界中を震撼させた。

## 設計
ツァーリ・ボンバ（AN602）は、ソ連初の水爆であるRDS-37の成功の後に開発されたRDS-202を元として開発された。RDS-202は1956年3月12日に、最大計算出力50Mt、直径2.1m、長さ8m、重量26トンで設計されたもので、同6月6日には38Mtに変更され、最終的には同年中に15Mtで製造され、1957年に実験が計画されていたものの実際には行われず保管されていた。これを分解してAN602に流用することが決定されたのは1958年7月の事であった。RDS-202は熱核モジュールの両端に2つの核分裂モジュールを配置する設計（バイファイラー方式）となっており、これはAN602にも継承される事となった。
AN602は、球状の巨大な熱核モジュールの両側に、2つの小型熱核モジュールが配置され、さらにそれらを起爆する合計1.5Mtの出力を持つ2つの核分裂モジュールが配置された。それらを精密に制御するために100ナノ秒以内の同期爆発を可能とするユニットが開発されている。AN602は本来、核分裂 - 核融合 - 核分裂という3段階の反応により100メガトンの威力を実現する多段階水爆(Staged Radiation Implosion Bomb)である。しかし、100メガトン級の爆発ともなればソ連領内の人口密集地へ多量の放射性降下物（死の灰）が降ってくることが予想されたため、実験にあたっては第3段階目のウラン238の核分裂を抑えるようにタンパーが鉛に変更され、出力は50メガトンに抑制された。ソ連最高指導者のニキータ・フルシチョフは、「初めは100メガトンの予定だったが、モスクワのガラスが全部割れないように、出力を減らした」とジョークを飛ばした。変更の結果、核出力の97％が核融合によるものとなり、放出される放射性物質の量はその出力の割にはかなり小規模なものとなった。
設計はソ連の核開発秘密都市アルザマス16でソ連科学アカデミーのユーリ・ハリトンを中心とし、後に「ソ連水爆の父」とも呼ばれるアンドレイ・サハロフ、ヴィクトル・アダムスキー、ユーリ・ババエフ、ユーリ・スミルノフ、ユーリ・トゥルトネフなどのメンバーが参加した。サハロフはツァーリ・ボンバの爆発実験の後、核兵器反対を唱えるようになったという。

## 輸送機

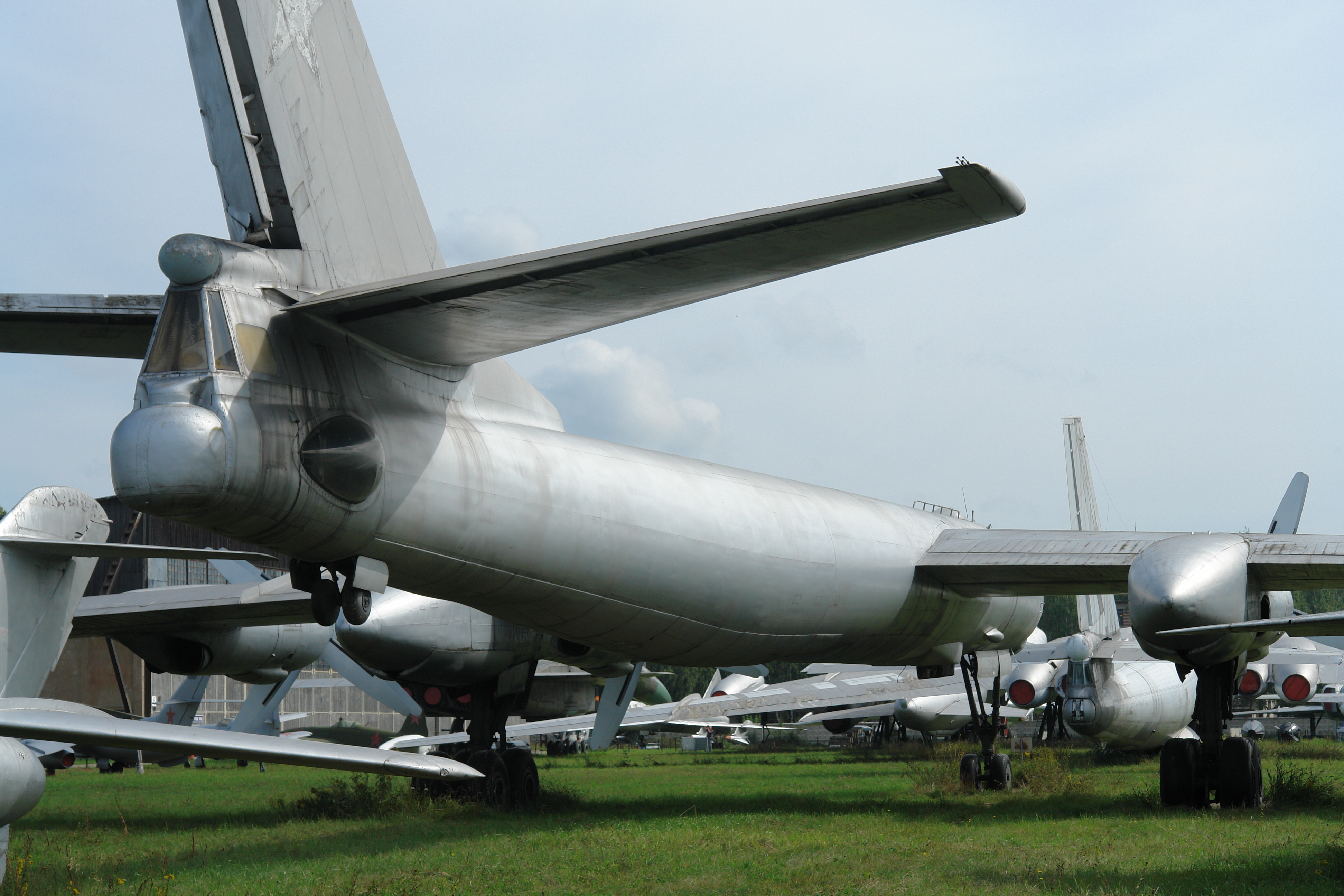
モニノ空軍博物館に展示されるTu-95ツァーリ・ボンバ投下機

ツァーリ・ボンバは高出力核爆弾の投下のために改修されたTu-95戦略爆撃機、Tu-95Vによって運搬・投下された。この改修は、RDS-202運搬のために1955年に改良されたTu-95Bを更に改良する事で、1956年5月から9月の間に行われ、モックアップ試験が1959年まで実施された。ツァーリ・ボンバの実験に際しては、熱線による被害を最小限に抑えるため特殊な白色塗料が塗られ、重量27トン、全長8メートル、直径2メートルと巨大なツァーリ・ボンバを搭載するために爆弾倉の扉と翼燃料タンクが取り外され、それでも収まらなかったので半埋め込み式で搭載された。Tu-95が当時のソ連爆撃機の中では最大級であったことからも、ツァーリ・ボンバの巨大さをうかがい知ることができる。

## 実験
パイロットはアンドレイ・ドゥルノフツェフ中佐（Андрей Егорович Дурновцев）であった。測定・撮影用にはTu-16Vが随行していた。
ツァーリ・ボンバには投下機が爆心地から45キロメートルほどにある安全圏へ退避する時間を与えるために重量800kgにも達する多段階の減速用パラシュートが取り付けられた。

火球サイズの比較、中心から
ファットマン
ピースキーパー
ミニットマンⅠ
キャッスルブラボー
ツァーリ・ボンバ

午前11時32分、ツァーリ・ボンバは北極海にあるソ連領ノヴァヤゼムリャ（73.85°N 54.50°E）のセヴェルヌィ島上空で投下された。投下高度は10,500メートルで、内蔵された気圧計によると高度4,000メートル（海抜4,200メートル）に降下した時点で爆発した。地面に反射した衝撃波は高度10.5キロメートルに到達し、一次放射線の致死域（500rem）は半径6.6キロメートル、爆風による人員殺傷範囲は23キロメートル、三度の火傷を負う熱線の効果範囲は100キロメートルにも及んだと見られている。
高度4,000メートルで爆発したにもかかわらず、地震波のマグニチュードは5.0～5.25と推定された。強烈な放射線により現場では一時間通信が途絶し、爆心地から55キロメートル離れた煉瓦造りのセヴェルヌィ島の住宅（住民は全て避難していた）は屋根と扉と窓が吹き飛ばされ、数百キロメートル離れた木材で出来た住宅は全て破壊された。実験に参加したある参加者は暗いゴーグル越しに火球が発した閃光を目撃し、270キロメートル離れていても熱線の影響を感じたという。700キロメートル離れたディクソン上空でも衝撃波が観測され、1000キロメートル離れたノルウェーやフィンランドでも窓ガラスが破壊されたという。

ツァーリ・ボンバの核爆発実験の写真

爆発による火球が発生したが、衝撃波の地上反射により下部は地表に到達しなかった。火球は1,000キロメートル離れた地点からも観測された。生じたキノコ雲は高さ60キロメートルの中間圏に達し、幅30 - 40キロメートルであった。上述の通り、核分裂による放射性汚染はわずかだった。この爆発による衝撃波は地球を3周してもなお空振計に記録され、10,000キロメートル離れたウェリントンの測候所では約11時間後に第一波の衝撃波の到達が観測された。
当初、アメリカはツァーリ・ボンバの爆発力を57メガトンと推測していたが、1991年に公開されたソ連の関連資料により実際は50メガトンであったことが判明した。威力を半分に抑えた当爆弾ではあるが、その威力は単一の兵器として人類史上最大である。ちなみに、アメリカが開発した最大の核爆弾B41の核出力は最大で25メガトンであるとされ、核爆発実験では1954年3月1日のキャッスル作戦（ブラボー実験）の15メガトンが最大である。
TNT換算50メガトンの爆発では2.1×1017ジュール（= 210PJ）のエネルギーが解放される。爆発中の平均仕事率は5.3×1024ワット（= 5.3YW）に相当し、太陽の光度の約1.4パーセントにあたる。
この核実験についてはアメリカもRC-135（空中給油機を偵察用に改造した機体）を派遣して核出力の算出を行ったが、強烈な熱線により機体に塗装された耐熱塗料はほとんど焦げて消失していた。
2020年8月20日、ロスアトムは1961年の実験映像をYouTubeに公開した。

## 海外の反応
爆発の直後に数人のアメリカの政治家がソ連を厳しく非難し、スウェーデン首相のターゲ・エランデルは、「この爆発は、前週にソ連の指導部に対して送付した、核実験中止の個人的な嘆願に対するソ連からの回答だ」と認識した。また、イギリス外務省、ノルウェー首相のアイナー・ゲルハルセン、デンマーク首相のヴィーゴ・カンプマンも、ツァーリ・ボンバの爆発を非難する声明を発表した。ソ連と中国はラジオでツァーリ・ボンバとは比べ物にならない小規模なアメリカの地下核実験（ヌガ作戦のことと思われる）に言及したが、ツァーリ・ボンバの爆発については言及しなかった。

## その後
ツァーリ・ボンバの実験以降、他国も含めツァーリ・ボンバ以上の出力を持つ兵器は開発されていない。そもそもツァーリ・ボンバの計画自体、米ソ間の軍拡競争における西側への威嚇および水爆実験が主な目的であり、兵器として運用するにはあまりに巨大かつ強大で実用性に欠けるものであった。また、現在では命中精度の高いミサイルによって標的となる軍事施設をピンポイントで攻撃することが可能になったこともあり、辺り一面を無差別に焼き尽くし、広範囲に放射能をまき散らすツァーリ・ボンバのような兵器は、戦略面からも、もはや需要がなくなったと言える。

## 登場作品
小説
『遙かなる星』
「50メガトン級試作大型反応弾」の名称で登場（作中では核兵器が「反応兵器」と呼称されている）。
キューバ危機に際して米軍（合衆国軍）がキューバへと侵攻したことをきっかけに第三次世界大戦が勃発した世界において、ソヴィエト連邦により数発がパナマ運河へと投下された。これにより、パナマ地峡はパナマ海峡へと変貌しているとされている。